# مترة (يهر)

تعديل مصدري - تعديل

مترة هي إحدى قرى عزلة يهر بمديرية يهر التابعة لمحافظة لحج، بلغ تعداد سكانها 236 نسمة حسب تعداد اليمن لعام 2004.